# كأس تونس لكرة القدم للسيدات
كأس تونس لكرة القدم للسيدات (بالفرنسية: Coupe de Tunisie féminine de football)‏، هي المسابقة الرسمية للكأس في رياضة كرة القدم النسائية في تونس وهي تعتبر اللقب المحلي الثاني من حيث الأهمية بعد الرابطة التونسية المحترفة لكرة القدم للسيدات. تأسست سنة 2004 تحت رعاية الجامعة التونسية لكرة القدم والرابطة الوطنية لكرة القدم النسائية. الجمعية الرياضية النسائية بالساحل هو الفريق الأكثر تتويجا برصيد 8 كؤوس.

## سجل الألقاب
|  | مباريات حُسِمت بالركلات الترجيحية |

| الموسم  | البطل                                         | النتيجة                               | الوصيف                                |
| ------- | --------------------------------------------- | ------------------------------------- | ------------------------------------- |
| 2004–05 | الجمعية الرياضية النسائية بالساحل             | 1-4                                   | الاتحاد الرياضي التونسي               |
| 2005–06 | المعهد العالي للرياضة والتربية البدنية بالكاف | 1-1 (1-3)                             | الاتحاد الرياضي التونسي               |
| 2006–07 | الجمعية الرياضية النسائية بالساحل             | 2-3                                   | نادي الخطوط التونسية                  |
| 2007–08 | المعهد العالي للرياضة والتربية البدنية بالكاف | 1-2                                   | الجمعية الرياضية لبنك الإسكان         |
| 2008–09 | نادي الخطوط التونسية                          | 1-2                                   | الجمعية الرياضية النسائية بالساحل     |
| 2009–10 | الجمعية الرياضية لبنك الإسكان                 | 3-3 (1-3)                             | الاتحاد الرياضي التونسي               |
| 2010–11 | نادي الخطوط التونسية                          | 1-3                                   | الجمعية الرياضية لبنك الإسكان         |
| 2011–12 | نادي الخطوط التونسية                          | 0-5                                   | الجمعية الرياضية النسائية بمدنين      |
| 2012–13 | الجمعية الرياضية النسائية بالساحل             | 2-3                                   | الجمعية الرياضية لبنك الإسكان         |
| 2013–14 | الجمعية الرياضية النسائية بالساحل             | 1-3                                   | نادي الخطوط التونسية                  |
| 2014–15 | الجمعية الرياضية النسائية بالساحل             | 1-1 (1-3)                             | نادي الخطوط التونسية                  |
| 2015–16 | الجمعية الرياضية النسائية بالساحل             | 2-4                                   | نادي الخطوط التونسية                  |
| 2016–17 | الجمعية الرياضية النسائية بالساحل             | 0-2                                   | الاتحاد الرياضي التونسي               |
| 2017–18 | الجمعية الرياضية النسائية بالساحل             | 0-2                                   | الاتحاد الرياضي التونسي               |
| 2018–19 | الجمعية الرياضية النسائية بقفصة               | 1-1 (2-4)                             | الجمعية الرياضية النسائية بالساحل     |
| 2019–20 | ألغيت بسبب جائحة فيروس كورونا في تونس         | ألغيت بسبب جائحة فيروس كورونا في تونس | ألغيت بسبب جائحة فيروس كورونا في تونس |
| 2020–21 | لم تلعب                                       | لم تلعب                               | لم تلعب                               |
| 2021–22 | لم تلعب                                       | لم تلعب                               | لم تلعب                               |
| 2022–23 | الجمعية الرياضية النسائية بسوسة               | 0-4                                   | الاتحاد الرياضي التونسي               |

## سجل الألقاب حسب الفريق
| النادي                                        | البطولة                                            | الوصافة                                |
| --------------------------------------------- | -------------------------------------------------- | -------------------------------------- |
| الجمعية الرياضية النسائية بالساحل             | 8 (2005، 2007، 2013، 2014، 2015، 2016، 2017، 2018) | 2 (2009، 2019)                         |
| نادي الخطوط التونسية                          | 3 (2009، 2011، 2012)                               | 4 (2007، 2014، 2015، 2016)             |
| المعهد العالي للرياضة والتربية البدنية بالكاف | 2 (2006، 2008)                                     | —                                      |
| الجمعية الرياضية لبنك الإسكان                 | 1 (2010)                                           | 3 (2008، 2011، 2013)                   |
| الجمعية الرياضية النسائية بقفصة               | 1 (2019)                                           | —                                      |
| الجمعية الرياضية النسائية بسوسة               | 1 (2023)                                           | —                                      |
| الاتحاد الرياضي التونسي                       | —                                                  | 6 (2005، 2006، 2010، 2017، 2018، 2023) |
| الجمعية الرياضية النسائية بمدنين              | —                                                  | 1 (2012)                               |

## روابط خارجية
- صفحة كأس تونس لكرة القدم للسيدات على موقع كوووة.
- الموقع الرسمي للجامعة التونسية لكرة القدم.
- كأس تونس لكرة القدم للسيدات على موقع مؤسسة إحصاءات وثيقة لرياضة كرة القدم